# George Hawkins (Leichtathlet)
George Hawkins, auch George Albert Hawkins, (* 15. Oktober 1883 in Tottenham; † 22. September 1917 in Ypern) war ein britischer Sprinter.
Bei den Olympischen Spielen 1908 in London wurde er Vierter im 200-Meter-Lauf.
George Hawkins startete für die Polytechnic Harriers und wurde von Sam Mussabini trainiert. Er fiel in der Dritten Flandernschlacht.